# Marcin Baszczyński
Marcin Baszczyński [ˈmartsin baʃˈtʃɨɲsci] (* 7. Juni 1977 in Ruda Śląska) ist ein ehemaliger polnischer Fußballspieler.

## Vereinskarriere
Der rechte Verteidiger begann seine Profikarriere 1995 bei Ruch Chorzów. Im Juli 1996 kam er erstmals in der polnischen Liga zum Einsatz. Im gleichen Jahr wurde er mit seinem Verein polnischer Pokalsieger. 2000 wechselte er zu Wisła Krakau und gewann mit dem Verein 2001, 2003, 2004, 2005, 2008 und 2009 die polnische Meisterschaft. Außerdem gewann er 2002 und 2003 mit Krakau den polnischen Pokalwettbewerb und wurde 2001 Ligapokalsieger. Nach neun Jahren bei Wisła Krakau wechselte Marcin Baszczyński zur Saison 2009/10 zum griechischen Erstligisten Atromitos. Hier war er Stammspieler in der Verteidigung und absolvierte in zwei Spielzeiten 45 Ligaspiele für die Griechen. Zur Saison 2011/12 kehrte er nach Polen zu Polonia Warschau zurück. Auch hier konnte sich Marcin Baszczyński schnell durchsetzen und war eine wichtige Stütze im Spiel von Polonia Warschau. Im Januar 2013 löste er in beiderseitigem Einverständnis seinen Vertrag mit Polonia Warschau auf und wechselte zu seinem Stammverein und Ligakonkurrenten Ruch Chorzów. Nach dem Ende der Saison beendete er seine Karriere.

## Nationalmannschaft
In der Nationalmannschaft absolvierte er zwischen 2000 und 2006 insgesamt 35 Länderspiele (1 Tor). Er nahm auch an der Weltmeisterschaft 2006 teil, wo er in allen drei Gruppenspielen in der Startformation stand.

## Erfolge
- 6× Polnischer Meister (2001, 2003, 2004, 2005, 2008 und 2009 mit Wisła Krakau)
- 3× Polnischer Pokalsieger (1996 mit Ruch Chorzów; 2002 und 2003 mit Wisła Krakau)
- 1× Polnischer Ligapokalsieger (2001 mit Wisła Krakau)
- 1× WM-Teilnahme (2006 mit Polen)